# Ню Амстердам (сериал)
„Ню Амстердам“ (на английски: New Amsterdam) е американски медицински драматичен телевизионен сериал, базиран на книгата „Дванадесетте пациенти: Живот и смърт в болницата в Белвю“ на Ерик Манхеймър, чиято премиера е на 25 септември 2018 г. по NBC. Сериалът е създаден от Дейвид Шулнър и актьорския състав Райън Еголд, Джанет Монтгомъри, Фрима Аджиман, Джоко Слимс, Тайлър Лабине и Анупам Кхер. Премиерата на втори сезон е на 24 септември 2019 г. През януари 2020 г. NBC поднови сериала за още три сезона. Премиерата на трети сезон е на 2 март 2021 г.

## Сюжет
„Ню Амстердам“ разказва историята на доктор Макс Гудуин, който става директор на една от старите болници в Съединените щати. Той реформира занемареното заведение, премахвайки бюрокрацията, за да осигури изключителни грижи за пациентите.

## Актьорски състав
- Райън Еголд – доктор Макс Гудуин
- Джанет Монтгомъри – доктор Лорън Блум
- Фрима Аджиман – доктор Хелън Шарп
- Джоко Симс – доктор Флойд Рейнолдс
- Тайлър Лабине – доктор Иги Фром
- Анупам Кхер – доктор Виджай Капур

## В България
В България сериалът е излъчен на 12 февруари 2019 г. по Fox Life всеки вторник от 21:00 ч. Втори сезон започва на 28 януари 2020 г, а трети – на 30 март 2021 г. Дублажът е на Андарта Студио. Ролите се озвучават от Василка Сугарева, Даниела Горанова, Светломир Радев, Емил Емилов и Иван Велчев. Режисьор на дублажа е Кирил Бояджиев.
На 25 май 2021 г. започва излъчване на първи сезон по NOVA всеки делник от 22:30 ч. с дублажа на Андарта Студио.

## Адаптации
От 19 октомври до 7 декември 2022 - ра година всяка сряда от 20:00 часа по турската телевизия "Шоу тв" е излъчван сериала "Животът днес", чиито сценарии  в основата си е заимстван от този на  „Ню Амстердам“, като е преработен съгласно разликите в културно - обществено-политическите условия в Турция и САЩ. От него са излъчени 8 епизода.